# Madhuca silamensis
Madhuca silamensis är en tvåhjärtbladig växtart som beskrevs av Yii och P.Chai. Madhuca silamensis ingår i släktet Madhuca och familjen Sapotaceae. Inga underarter finns listade i Catalogue of Life.